# Elche Parque Empresarial

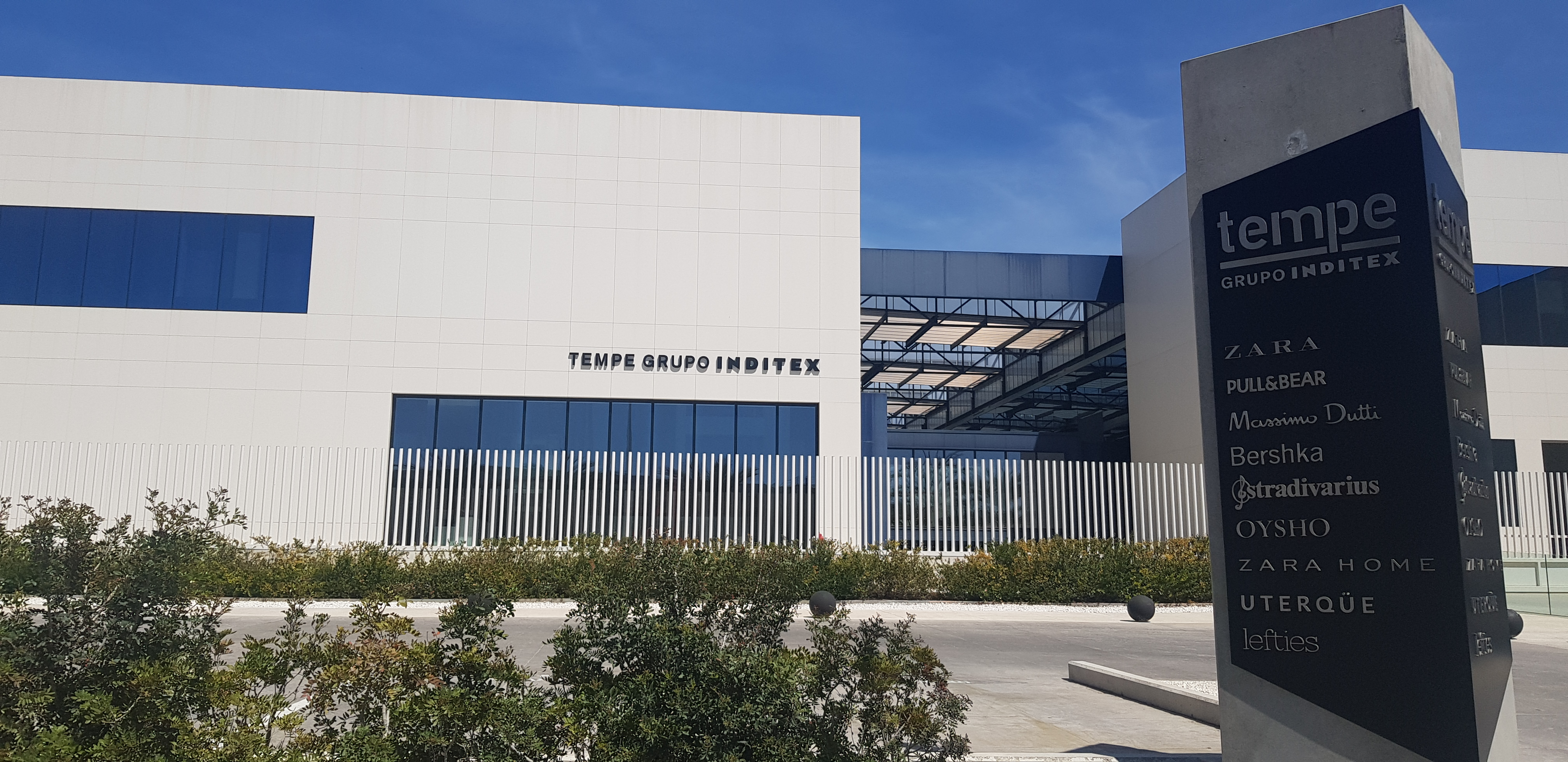
Tempe Grupo Inditex, ubicada en Elche Parque Empresarial

Elche Parque Empresarial es un área industrial urbanizada con avenidas y paseos de trama ortogonal, creando así un polígono industrial dedicado a diferentes actividades secundarias y terciarias que se encuentra en la ciudad española de Elche, en la provincia de Alicante.

## Situación
Localizado a 4 kilómetros al este de Elche, y a 12 km de Alicante, entre las partidas rurales ilicitanas de Saladas y Torrellano. Se encuentra comunicado por las carreteras N-340 y por la Vía Parque Alicante/Elche. Se sitúa cerca del Aeropuerto de Alicante-Elche y de la Institución Ferial Alicantina, IFA.

## Historia
Su construcción se inicia a principios de la década de los noventa, y ha sido ampliado hasta tres veces ocupando una superficie de 1.200.000 m², y ampliado durante los años 2008-2009 en 827.627,28 m² más y no se descarta una última ampliación hasta completar los 2.700.000 m². 
Actualmente cuenta con diferentes industrias, calzado, transportes, almacenes, informática, mensajería, artes gráficas...que suman un total de cerca de 500 empresas, y que alcanzará las 800 en los próximos años, una vez se acaben las ampliaciones. El parque industrial está dotado de una Oficina Municipal de Atención al Ciudadano (OMAC), además de comercios como sucursales bancarias, oficina de correo, el hotel Holliday Inn, diferentes restaurantes y bares, talleres mecánicos, agencias de viajes, gimnasios, etc.

## Transportes
En la actualidad cuenta con una buena comunicación con autobuses de las líneas 1A y 1B de los autobuses periurbanos de Elche, además de la línea 90 Alicante-Elche-Crevillente, así como especiales que dan servicio al Elche Parque Empresarial. A menos de dos kilómetros se encuentra la estación de ferrocarril de Torrellano, que es una de las paradas de los trenes de la línea C1 de Cercanías Murcia/Alicante.
En un futuro, según el Plan de Infraestructuras Estratégicas de la Comunidad Valenciana 2010-2020, se prevé que esté comunicado con tranvía.